# Marcelo Oliveira Ferreira
Marcelo Oliveira Ferreira, genannt Marcelo Oliveira, (* 29. März 1987 in Salvador) ist ein ehemaliger brasilianischer Fußballspieler. Der Linksfüßer wurde auf der linken Abwehrseite oder der Innenverteidigung eingesetzt.

## Karriere
Marcelo begann seine Laufbahn in der Jugendmannschaft des SC Corinthians. 2006 schaffte er den Sprung in den Profikader. In der bestritt Série A 2007 bestritt er am 13. Mai 2007 sein erstes Profispiel gegen den EC Juventude. In derselben Saison gelang ihm sein erstes Tor als Profi. Beim 1:2-Auswärtssieg erzielte er im Spiel gegen den América FC (RN) am 10. Juni 2007 in der 54. Minute das Tor zum 1:1-Ausgleich. Mit nur einem Einsatz im Copa do Brasil, wurde er 2009 mit Corinthians Pokalsieger.
2010 wurde Marcelo an Grêmio Barueri ausgeliehen. Mit diesem bestritt der Spieler sein erstes Tor auf internationaler Klubebene. In der Copa Sudamericana 2010 spielte er am 5. August 2010 gegen Atlético Mineiro. In der Saison 2011 begann er zunächst für Corinthians in der Staatsmeisterschaft von São Paulo und der Copa Libertadores 2011, wurde dann aber an Atletico Paranaense ausgeliehen. Nach der Saison wurde Marcelo ab 2012 vom Cruzeiro EC unter Vertrag genommen. Nach nur einem Jahr in der Série A wurde er 2013 an SE Palmeiras ausgeliehen. In dem Jahr schaffte er mit Palmeiras die Meisterschaft in der Série B und damit die Rückkehr in oberste brasilianische Liga. Nach zwei Jahren war der Kontrakt beendet und er wurde vom Grêmio FBPA fest unter Vertrag genommen. Mit dem Klub konnte Marcelo mit dem Gewinn der Copa Libertadores 2017 seinen größten Erfolg feiern. Im Oktober 2020 beendete er seine aktive Spielerlaufbahn. Bei Grêmio fand er sofort eine Verwendung als technischer Koordinator.

## Erfolge
Corinthians
- Copa do Brasil: 2009

Palmeiras
- Meister Série B: 2013

Grêmio
- Brasilianischer Pokalsieger: 2016
- Copa Libertadores: 2017
- Recopa Sudamericana: 2018
- Staatsmeisterschaft von Rio Grande do Sul: 2018, 2019, 2020